# Palazzo Fenzi
Palazzo Fenzi, o palazzo Fenzi-Marucelli, è un edificio storico del centro di Firenze, situato in via San Gallo 10.  Oggi appartiene all'Università degli studi di Firenze, come sede del Dipartimento di Storia, Archeologia, Geografia, Arte e Spettacolo (SAGAS).

## Storia
L'edificio appare segnalato da Ferdinando Ruggieri come opera di Giulio Parigi (che sicuramente partecipò all'impresa con la fornitura del disegno di uno stemma). Fatta eccezione per questa voce, la letteratura riconosce invece all'unanimità il progettista in Gherardo Silvani, con un cantiere avviato nel 1628-1630 per la famiglia Castelli, in un'area dove insistevano undici piccole case acquistate dagli stessi Castelli tra il 1618 e il 1638 e tra le quali, secondo Federico Fantozzi, era una già di Benedetto da Maiano.

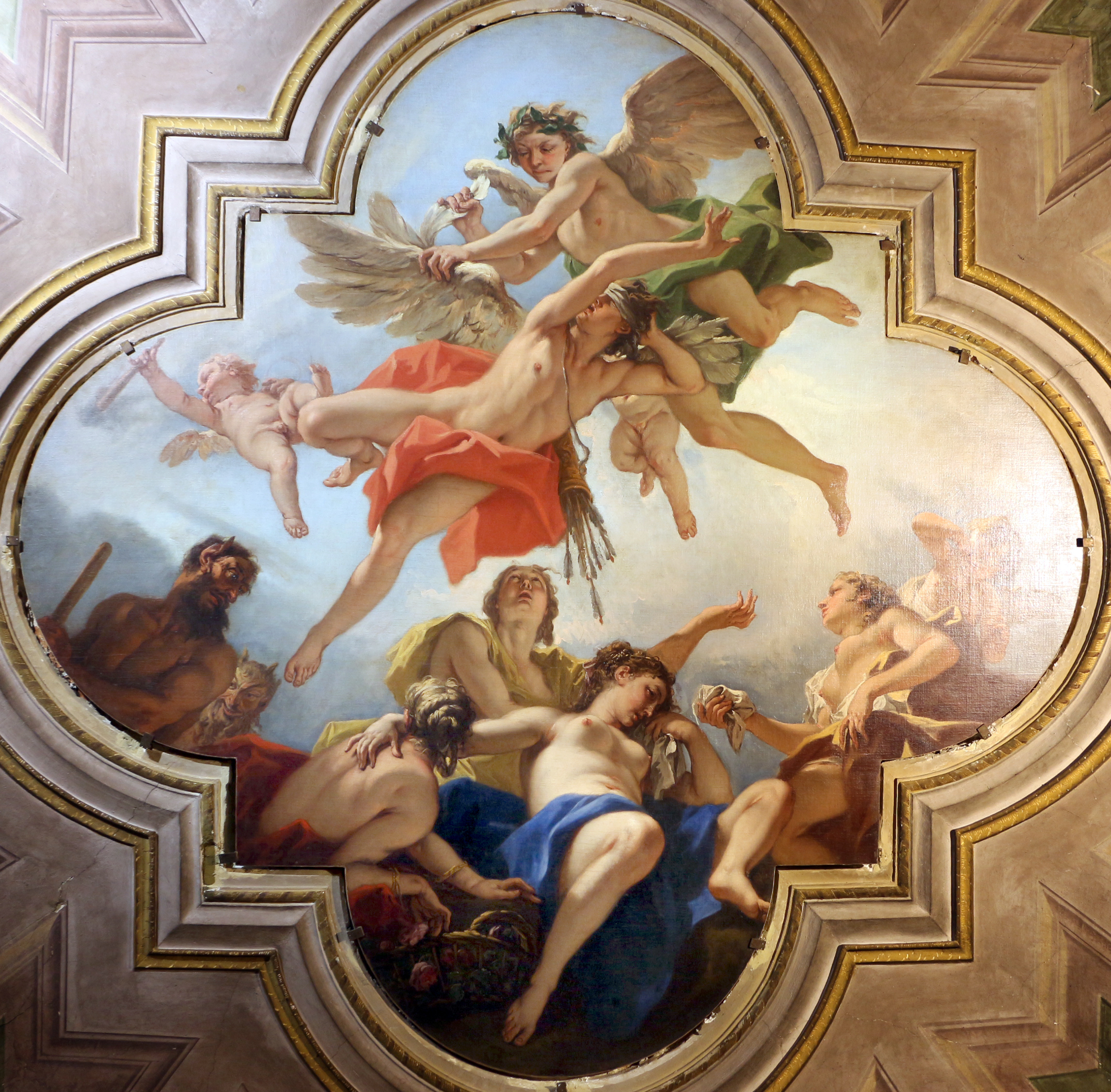
Amore punito, di Sebastiano Ricci

Il palazzo è ricordato da Filippo Baldinucci come "uno de' più vaghi e nobili edifici, che da altri gentiluomini siano stati fatti in Firenze nel presente secolo". Ugualmente lo si trova segnalato nella guida di Giovanni Cinelli Calvoli e Francesco Bocchi: "ha una bella e adorna facciata, e un terrazzino i di cui beccatelli sono due arpie molto acconciamente, e con molta diligenza fatte dal Ferrucci, ed in oltre vi è uno sfondato, che con buona lontananza corrisponde in via Larga, cosa molto degna".
Con tali caratteristiche il palazzo fu ereditato all'estinzione della casata dai Marucelli, nel 1659; a questi si devono interventi di ampliamento databili alla seconda metà del Seicento, legati al matrimonio tra Giuseppe Marucelli con Maria Francesca di Palla Rucellai (1672), che portarono alla definizione di due ali laterali più basse, come documentato dalle tavole di Ferdinando Ruggieri. Durante il Settecento il palazzo visse il periodo di maggior splendore e venne arricchito di importanti affreschi nelle sale al pian terreno, tra i quali spiccano le opere di Sebastiano Ricci, risalenti al 1706-1707, oltre alla decorazione della cappella con stucchi di Giovanni Battista Ciceri e dell'alcova al piano terra. Con un cantiere aperto nel 1748 la zona retrostante l'edificio che giungeva con gli orti fino a via Larga (attuale via Camillo Cavour) fu destinata alla realizzazione di un edificio del tutto autonomo, funzionale ad accogliere la ricca biblioteca di Francesco Marucelli. Primo caso del genere a Firenze, la biblioteca venne aperta al pubblico nel 1752, entro un edificio progettato dall'architetto Alessandro Dori.

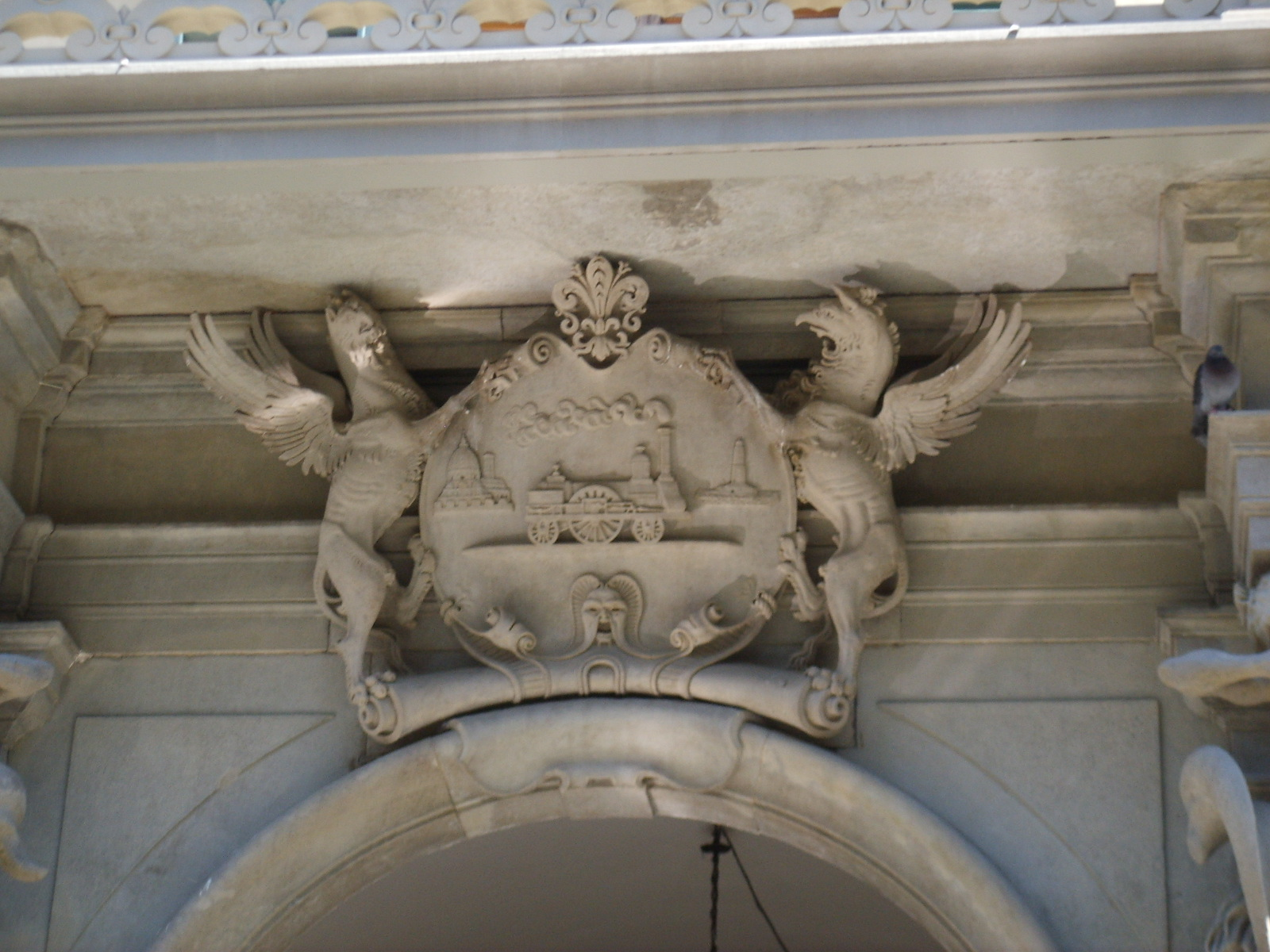
Lo stemma dei Fenzi

Acquisito nel 1783 dai Brunaccini, il palazzo fu nel 1829 di Emanuele Fenzi, importante banchiere e costruttore della strada ferrata Leopolda, arricchitosi oltre che con le ferrovie, anche col commercio del tabacco. Lui e la sua famiglia promossero ulteriori interventi alla struttura, ridisegnandone gli interni e intervenendo parzialmente anche sullo stesso fronte. In questo ambito, come testimoniato anche da Federico Fantozzi (1843) venne realizzato nel 1834 "il magnifico cornicione corinzio" su disegno dell'architetto Giuseppe Martelli (ornati in pietra di Luigi Giovannozzi), che ugualmente aveva diretto i lavori per le migliorie interne (quartiere da ballo e arredi, conclusi nel 1840). Nel 1860 risultano affidati all'architetto Mariano Falcini altri lavori di sistemazione interna e, probabilmente, è a questo cantiere che deve essere ricondotto lo scalone, spesso attribuito al Martelli.
Il grave incidente sulla linea tranviaria Firenze-Fiesole del 1890, servizio finanziato dai Fenzi e inaugurato quattro giorni prima, causò la morte di alcuni passeggeri che comportarono forti esborsi per indennizzi. La banca dei Fenzi, in una situazione aggravata dal furto di contante da parte di un cassiere disonesto, entrò in crisi velocemente, e quello stesso anno il palazzo di famiglia veniva acquistato dalla Banca Nazionale Toscana. L'edificio fu oggetto di ulteriori lavori nel 1891 e, su progetto dell'architetto Riccardo Mazzanti, vide la copertura del cortile e la sua trasformazione in sala di operazioni bancarie.
Tra il 1908 e il 1912 fu sede dell'Istituto Francese di Firenze, il primo istituto culturale fondato dalla Francia all'estero.
Nel 1971 il complesso fu venduto dall'Università degli Studi e, a partire dal 1975 (a seguito del progressivo deteriorarsi degli elementi lapidei del fronte con conseguente cadute di alcuni elementi del cornicione), si intervenne sia sul prospetto sia sugli spazi interni, con un complesso cantiere di restauro che ha riportato l'edificio ai suoi caratteri seicenteschi e, per gli interni, sette-ottocenteschi.
Oggi vi ha sede il Dipartimento SAGAS (Storia, Archeologia, Geografia, Arte e Spettacolo) dell'Università degli Studi di Firenze.

## Descrizione

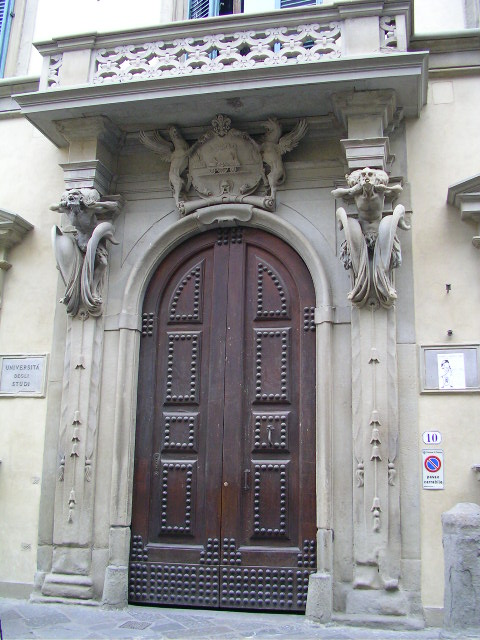
Il portale del Silvani con i satiri del Curradi e l'emblema ottocentesco dei Fenzi

Pur tenendo presente le vicissitudini storiche, il fronte del palazzo documenta ancora oggi del progetto di Gherardo Silvani: organizzato su sette assi, è caratterizzato al terreno da finestre inginocchiate con timpani triangolari, al primo piano con timpani curvilinei e poggianti sul cornicione, al livello superiore pressoché quadrate e trabeate. A qualificare il disegno è tuttavia il grande portale centinato centrale, con terrazzino sovrastante retto da mensoloni con figure grottesche di satiri innestate in capricciose volute (che contrastano piacevolmente con il misurato disegno della facciata), opera di Raffaele Curradi, date da Filippo Baldinucci al 1634 e dallo stesso a lungo elogiate, per il loro apportare "in un tempo stesso, diletto e stupore". Le grate delle finestre al pian terreno sono appoggiate su raffigurazioni bronzee di tartarughe.
Il finestrone che si apre in asse è coronato da uno scudo con l'arme dei Fenzi (al sinistrocherio tenente un giglio di giardino, e al capo cucito d'Angiò), in sostituzione di un precedente dei Castelli eseguito da Pietro Paolo Anderlini su disegno di Giulio Parigi. Ottocentesco e con un chiaro riferimento alle imprese degli stessi Fenzi è, a fungere da chiave di volta dell'arco del portone, un ovale sostenuto da due grifoni con una locomotiva tra il duomo di Firenze e la torre del Fanale di Livorno (che si dice su disegno di Giuseppe Poggi), a sostituzione di una precedente aquila bicipite. Si tratta di una chiara allusione alla fortuna economica dei Fenzi, la ferrovia Firenze-Livorno, col motto In Labore Virtus.
Sull'arco del passo carraio posto sull'ala sinistra è uno scudo con l'arme dei Castelli (d'azzurro, alla barca al naturale fluttuante sul mare dello stesso, e accompagnata in capo da una stella a otto punte).

### Interni

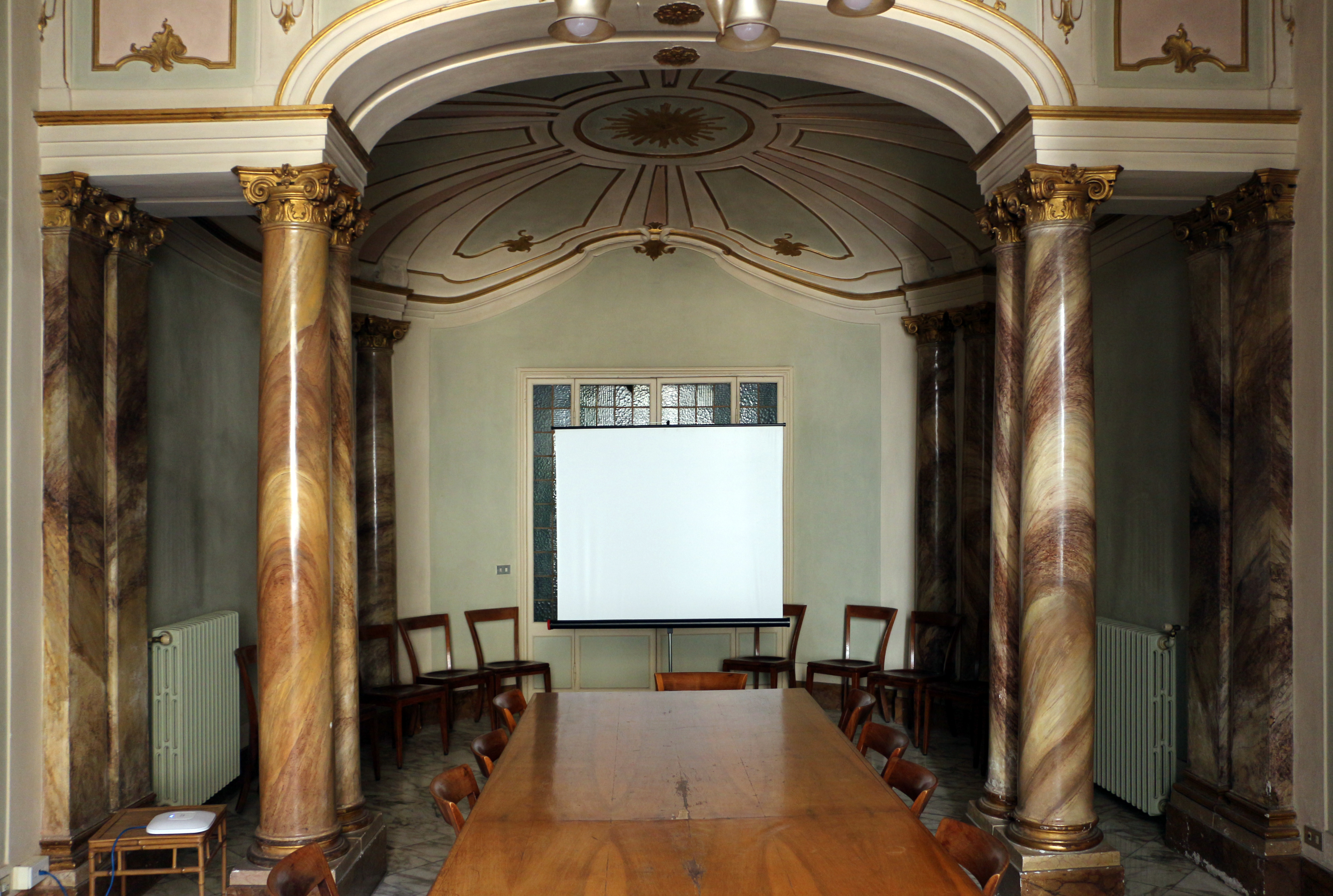
L'alcova

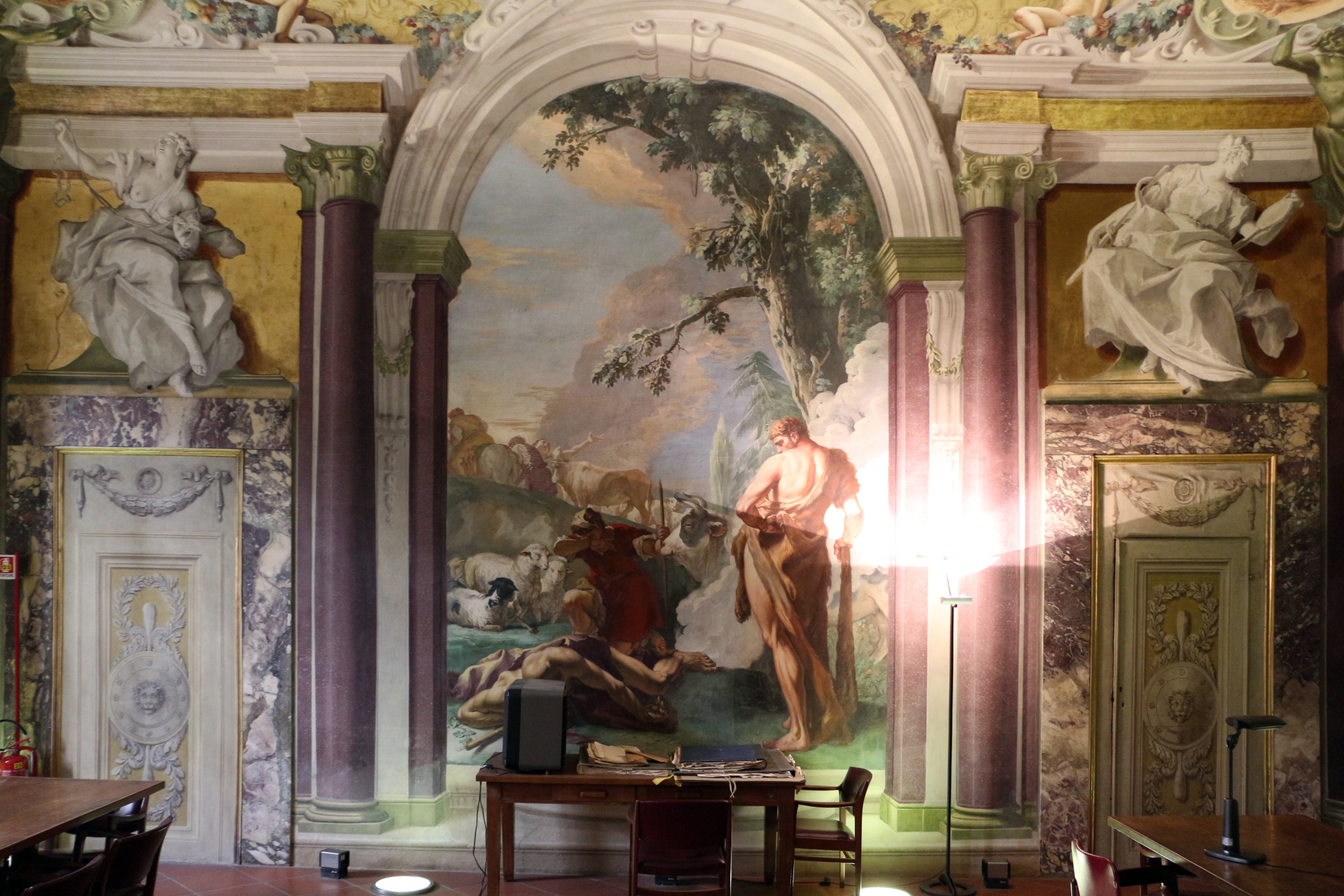
La sala di Ercole affrescata da Sebastiano Ricci

Il pian terreno, come già accennato, venne decorato da Sebastiano Ricci tra il 1706 e il 1707, a partire dalla sala che prospetta il giardino interno, che presenta sul soffitto La sconfitta di Marte e l'instaurarsi dell'Età dell'oro. Notevoli sono anche le figure grandi in stucco che decorano gli spigoli della stanza: Tritoni e nereidi di Giovan Martino Portogalli. Completano la decorazione quattro tele seicentesche a tema idilliaco e pastorale entro ricche cornici dorate.
La sala successiva presenta il tema della Giovinezza al bivio, dipinto forse dal nipote di Sebastiano, Marco Ricci. La seguente "Camera dell'Alcova" è divisa in due zone mediante un arco ribassato e presenta nella prima metà decorazioni in stile rococò. Da qui si poteva accedere alla "Sala dell'Amore punito", centralmente dislocata rispetto alle altre sale e che anticamente forse faceva da anticamera. Qui si trova incassata tra gli stucchi del soffitto la tela di Sebastiano Ricci con l'Amore punito, che dà il nome alla sala. La sala seguente ha invece un Trionfo della Sapienza e delle Arti sull'Ignoranza, sempre su tela applicata al soffitto.
Il Salone di Ercole è quello che forse presenta le pitture più belle, con scene del mito di Ercole che, raccordate dalle quadrature in trompe-l'œil eseguite da Giuseppe Tonelli, coprono tutte le pareti.
Si segnalano inoltre pitture di Antonio Puglieschi e quadrature di Giuseppe Tonelli.

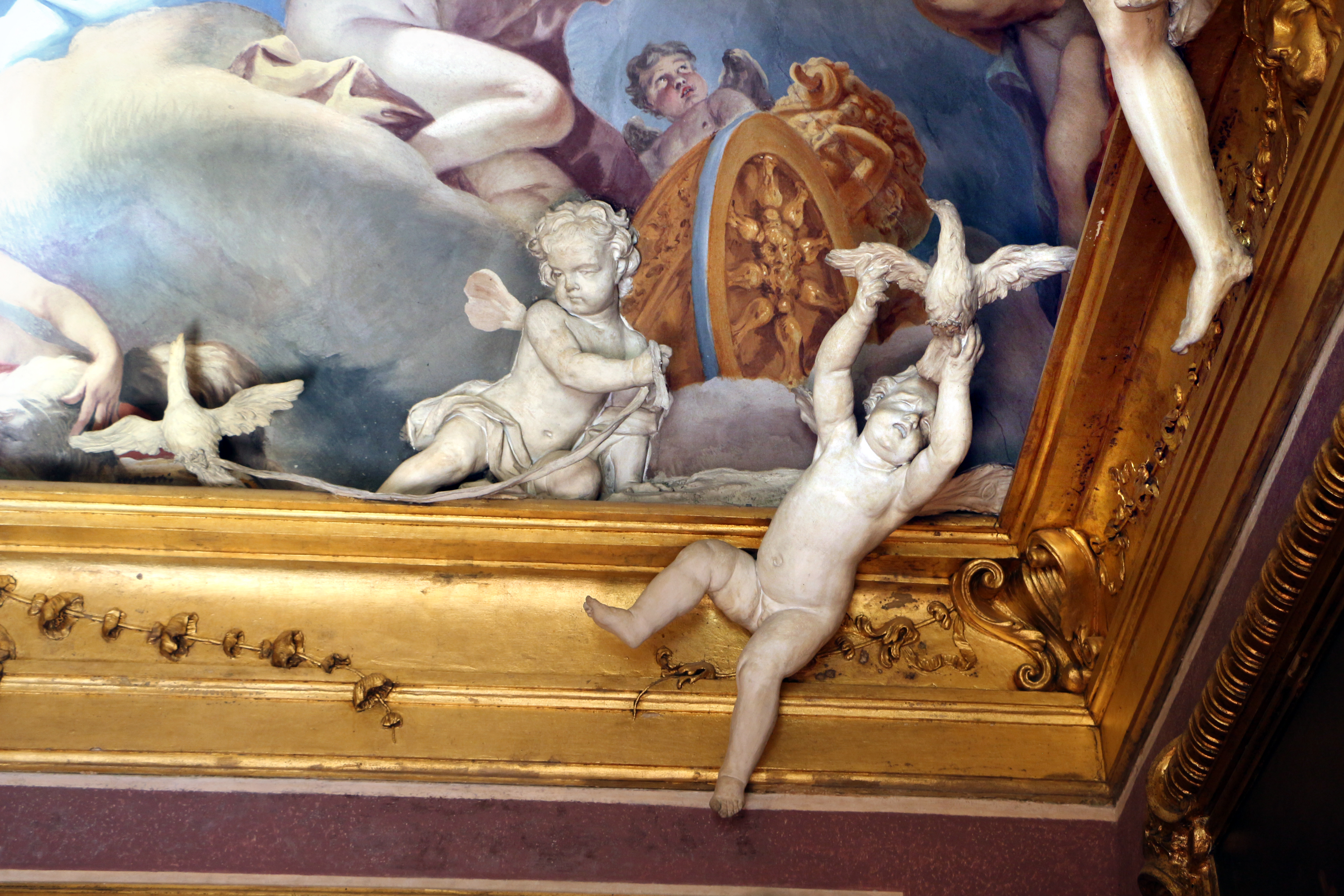
Stucchi di Giovan Battista Ciceri e Giovanni Baratta nella sala della Giovinezza al bivio, affreschi di Sebastiano Ricci

Dall'atrio si sale tramite lo scalone monumentale in marmo, progettato da Mariano Falcini nel 1860 in stile neoclassico, si accede al piano nobile, dove sono presenti sale meno sfarzose ma comunque pregevoli, dovute soprattutto alle ristrutturazioni di Giuseppe Martelli eseguite verso il 1860. Il grande Salone da Ballo, oggi Aula Magna, ha fregi con soggetti mitologici a grisaille, opera di Antonio Marini.
In una sala sul lato nord rispetto al cortile sono stati messi in luce sotto l'intonaco alcuni resti di affreschi seicenteschi attribuiti a Cosimo Ulivelli, probabilmente facenti parte di un ciclo più ampio, in quello che doveva essere un salotto, oggi completamente stravolto dalla suddivisione in studi per i professori.
La "Saletta del Bagno Veneziano" è decorata in stile neogotico ricreando l'effetto del marmo bianco su sfondo azzurro. Le altre sale del primo piano presentano quasi tutte soffitti a lacunari con stucchi dipinti con motivi naturalistici (fiori e frutta), scene mitologiche e allegoriche in uno stile tipicamente ottocentesco.
Anche il secondo piano presenta affreschi del Sette-Ottocento.

## Bibliografia

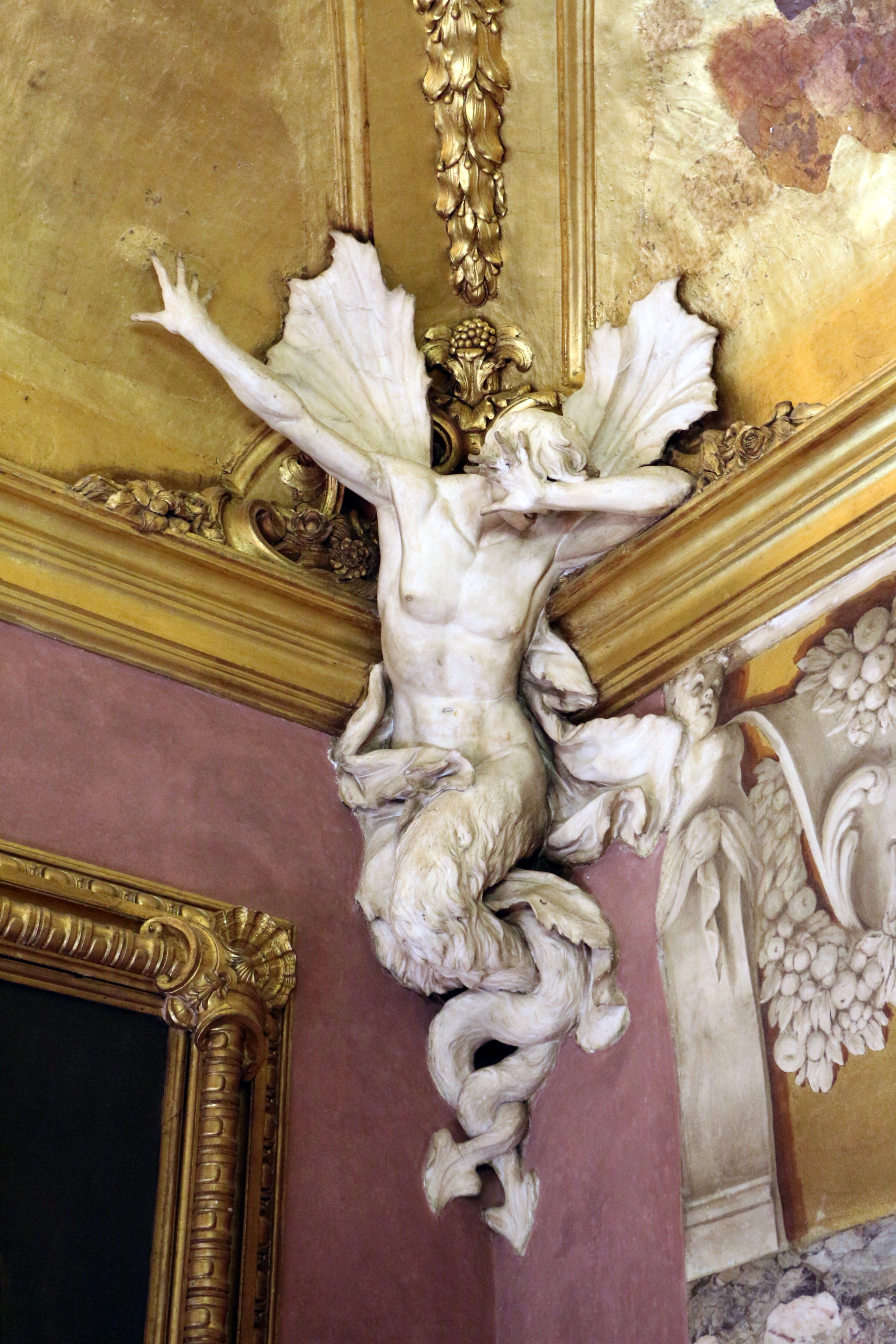
Gli stucchi del Portogalli nella sala della Guerra